# Adale (geografia)
Adale (in somalo Cadale ma anche El Athale) già Itala ai tempi del colonialismo italiano, è una città di circa 5.600 abitanti nella regione somala del Medio Scebeli, è capoluogo della provincia omonima.